# Tétraphénylétain
Le tétraphénylétain est un composé chimique de formule Sn(C6H5)4. Il se présente sous la forme d'un solide blanc cristallisé inflammable et pratiquement insoluble dans l'eau. C'est un intermédiaire dans la production de divers autres organostanniques tels que des dérivés tri- et diphénylés, comme le chlorure de triphénylétain (en) et le chlorure de diphénylétain (de) :
3 Sn(C6H5)4 + SnCl4 → 4 ClSn(C6H5)3 (en) ;
Sn(C6H5)4 + SnCl4 → 2 Cl2Sn(C6H5)2 (de).
Il peut être obtenu en faisant réagir du bromure de phénylmagnésium C6H5MgBr avec du chlorure d'étain(IV) SnCl4 :
4 C6H5MgBr + SnCl4 → Sn(C6H5)4 + MgBrCl.